# Skins (US-amerikanische Fernsehserie)
Skins ist ein US-amerikanisches Teenager-Drama. Die Serie ist eine Remake des britischen Originals mit demselben Namen. Ähnlich wie bei der britischen Version besteht bei dieser Version die Besetzung sowie der Stab aus einer Reihe von unbekannten, unerfahrenen Schauspielern und Autoren.
Die erste Folge wurde am 17. Januar 2011 von dem US-amerikanischen Fernsehsender MTV ausgestrahlt. Die deutschsprachige Erstausstrahlung fand am 3. Juli 2011 auf MTV Germany statt. Das Serienfinale wurde am 21. März 2011 in den Vereinigten Staaten ausgestrahlt.
Die Serie führte in den Vereinigten Staaten zu einer Kontroverse über sexuelle Inhalte, die zum Ausstieg mehrerer Werbekunden führte. Ein hauptsächlicher Vorwurf war der der Kinderpornografie, da ein Großteil der Schauspieler unter 18 Jahre alt waren. Aus diesem Grund erklärte MTV am 9. Juli 2011, dass es keine 2. Staffel geben wird, da das Publikum in den Vereinigten Staaten nicht wie erhofft auf die Sendung angesprungen ist.

## Handlung
Die Serie handelt von einer Clique bestehend aus acht Schülern der High-School „River Mountains High“. Tony Snyder gilt als Anführer der Gruppe. Der Mittelpunkt der Handlung liegt in jeder Episode auf einer anderen Person.

## Figuren
Die Hauptfiguren von Skins sind acht Schüler der River Mountains High, die zusammen eine Clique bilden. Außerdem zählt die Schwester des Anführers der Gruppe zu den Hauptfiguren.

### Beschreibung
Tony Snyder
Tony Snyder ist zu Beginn der Serie der Anführer der Gruppe und in einer Beziehung mit Michelle. Seine Macht und Popularität beginnt jedoch zu bröckeln, als ans Licht kommt, dass er Michelle mehrmals mit Tea und anderen Mädchen betrogen hat. Erst zum Schluss der Serie bemerkt er, wie viel ihm seine Freunde, vor allem Stanley und seine Schwester Eura bedeuten und wie schwer ihm die Trennung zu seinen Freunden fällt.     
Tea Marvelli
Tea Marvelli ist eine kluge, jedoch wegen ihrer sexuellen Orientierung verwirrte Person. Sie ist lesbisch und zu Beginn der Serie nicht an einer Beziehung interessiert. Tea schläft zweimal mit Tony und ist daher maßgeblich dafür verantwortlich, dass die Gruppe sich auflöst. Durch ihren Verrat an Michelle und der Gruppe spaltet sie sich von der Clique ab. Zum Ende der Serie versucht sie eine Beziehung mit Betty zu führen, ein Mädchen, welches bereits zuvor Interesse an Tea gezeigt hat.
Chris Collins
Chris Collins ist der Partylöwe oder der „Affenmann“, wie er sich selbst nennt, der Gruppe. Die meiste Zeit ist er laut, betrunken oder high. Seine Mutter hat ihn ohne Vorwarnung verlassen und ihm dabei lediglich 1.000 US-Dollar überlassen. Er ist sehr gut mit Abbud befreundet, bei welchem Chris auch übernachten kann. Chris versucht immer wieder mit Tina Nolan, einer Lehrerin der High-School, zusammenzukommen, bis diese ihn verlässt und in eine andere Stadt zieht.
Cadie Campbell
Cadie Campbell ist manisch, deprimiert, suizidal und magersüchtig. Sie hat zu Beginn starke Gefühle für Stanley, verliert später jedoch das Interesse an ihm. Sie kommt schließlich mit einem sportlichen Mann zusammen, die beiden trennen sich jedoch wieder, da er umzieht. Ihre Gefühle für Stanley kommen wieder zurück, sie lässt ihn jedoch für Michelle gehen. 
Stanley Lucerne
Stanley Lucerne ist ein fauler und unsicherer Schüler, der oft in Tonys Schatten steht, trotzdem ist Tony sein bester Freund und Vorbild. Als sich Stanleys Eltern trennten, findet er zum ersten Mal den Mut, seinem Vater zu sagen, was er von seinem Verhalten hält. Während der ganzen Staffel ist Stanley zerrissen zwischen den Gefühlen für Cadie und Michelle. Am Ende entscheidet er sich im Gegensatz zur britischen Version für Michelle. 
Abbud Siddiqui
Abudd Siddiqui ist eine fürsorgliche und fröhliche Person, die nur schwer unterzukriegen ist. Er ist oft mit den Gefühlen für Tea beschäftigt, hat dabei aber keinen Erfolg. Er führt eine sexuelle Beziehung mit Daisy. Die beiden entwickeln jedoch nach und nach Gefühle für einander und kommen schließlich zum Ende der Serie zusammen. 
Michelle „Chelle“ Richardson
Michelle Richardson ist am Anfang der Serie in einer Beziehung mit Tony. Tony nimmt ihre Gefühle allerdings nicht ernst und benutzt sie nur als gut aussehende Freundin. Nachdem Michelle erfahren hat, dass Tony sie betrügt, trennt sie sich von ihm. Nach der Trennung kommt Michelle ihrem ehemaligen besten Freund Stanley, den sie bereits seit ihrer Kindheit kannte, wieder näher. Zum Serienende entscheidet sie sich für Stanley und erkennt, was das Beste für sie ist. Michelle ist sehr intelligent und gefühlvoll, was sie jedoch nur wenig zeigt.
Daisy Valero
Daisy Valero ist eine hilfsbereite Person und kümmert sich oft um die Probleme ihrer Freunde. Sie lebt zusammen mit ihrem Vater und ihrer Schwester in einem Appartement, ihre Mutter hat sie verlassen. Sie ist eine sehr begabte Trompeterin und träumt davon eines Tages berühmt zu werden. Sie kommt zum Ende der Serie mit Abbud zusammen.
Eura Snyder
Eura Snyder ist Tonys jüngere Schwester und spricht nicht. Tony hilft ihr oft unbemerkt ins Haus zu schleichen oder dieses zu verlassen. Erst zum Serienfinale beginnt sie zu sprechen.

### Änderungen zur britischen Version
Abgesehen davon, dass sämtliche Nachnamen sowie einige Vornamen der Figuren geändert wurden, sind die Charaktere der amerikanischen Version beinahe identisch mit der britischen Version. Die einzige Figur, welche ohne Abänderung übernommen wurde, ist Michelle Richardson. Die größte Veränderung ist der Charakter Tea Marvelli, eine lesbische Cheerleaderin, die den homosexuellen Jungen namens Maxxie Oliver aus der britischen Version ersetzt.
Nachfolgend sind sämtliche Änderungen der Hauptfiguren aufgelistet:
- Tony Stonem aus der britischen Version wurde in Tony Snyder geändert
- Maxxie Oliver aus der britischen Version wurde in Tea Marvelli geändert
- Chris Miles aus der britischen Version wurde in Chris Collins geändert
- Cassie Ainsworth aus der britischen Version wurde in Cadie Campbell geändert
- Sid Jenkins aus der britischen Version wurde in Stanley Lucerne geändert
- Anwar Kharral aus der britischen Version wurde in Abbud Siddiqui geändert
- Jal Fazer aus der britischen Version wurde in Daisy Valero geändert
- Effy Stonem aus der britischen Version wurde in Eura Snyder geändert

## Synchronisation
Die deutschsprachige Synchronfassung entstand unter der Leitung von Boris Tessmann beim Berliner Unternehmen Antares Film GmbH.
| Rolle               | Schauspieler            | Deutscher Synchronsprecher |
| ------------------- | ----------------------- | -------------------------- |
| Tony Snyder         | James Newman            | David Turba                |
| Tea Marvelli        | Sofia Black-D’Elia      | Rubina Kuraoka             |
| Chris Collins       | Jesse Carere            | Maximilian Artajo          |
| Cadie Campbell      | Britne Oldford          | Luisa Wietzorek            |
| Stanley Lucerne     | Daniel Flaherty         | Wilhelm-Rafael Garth       |
| Abbud Siddiqui      | Ron Mustafa             | Christian Zeiger           |
| Michelle Richardson | Rachel Thevenard        | Kristina Tietz             |
| Daisy Valero        | Camille Cresencia-Mills | Lydia Morgenstern          |
| Eura Snyder         | Eleanor Zichy           |                            |
| Tina Nolan          | Anastasia Phillips      | Sonja Spuhl                |
| Canadian Dave       | David Reale             | Marius Clarén              |
| Betty Nardone       | Blaine Morris           | Mia Diekow                 |

## Auszeichnungen und Nominierungen
| Tabellarische Übersicht der Auszeichnungen und Nominierungen | Tabellarische Übersicht der Auszeichnungen und Nominierungen | Tabellarische Übersicht der Auszeichnungen und Nominierungen | Tabellarische Übersicht der Auszeichnungen und Nominierungen | Tabellarische Übersicht der Auszeichnungen und Nominierungen |
| Jahr                                                         | Auszeichnung                                                 | Für                                                          | Kategorie                                                    | Resultat                                                     |
| ------------------------------------------------------------ | ------------------------------------------------------------ | ------------------------------------------------------------ | ------------------------------------------------------------ | ------------------------------------------------------------ |
| 2011                                                         | Gemini Award                                                 | Skins                                                        | Best Dramatic Series                                         | Nominiert                                                    |